# Poluzirea, Novi Sanjarî
Poluzirea (în ucraineană Полузір'я) este localitatea de reședință a comunei Poluzirea din raionul Novi Sanjarî, regiunea Poltava, Ucraina.

## Demografie
Componența lingvistică a localității Poluzirea
     Ucraineană (91,77%)
     Rusă (5,18%)
     Română (3,04%)
Conform recensământului din 2001, majoritatea populației localității Poluzirea era vorbitoare de ucraineană (91,77%), existând în minoritate și vorbitori de rusă (5,18%) și română (3,04%).